# Пясъчна усойница
Пясъчната усойница (Echis carinatus) е вид малка змия от семейство Отровници (Viperidae).

## Разпространение и местообитание
Видът се среща в Северна Африка, Близкия изток, Централна Азия, Индия и Северна Шри Ланка. Прекарва голяма част от времето си заровена в пясъка, като единствено очите ѝ се показват, дебнейки за плячка. Когато се чувства застрашена, тя се търка и люспите ѝ причиняват изненадващо висок пронизителен звук, близък по звучене с този на гърмящата змия. Може да се открие по бреговете, в пустинята и в планината.

## Описание
Достига до 60 cm, средна дължина около 45 cm. При максимална обща големина, зъбите ѝ достигат дължина 5 mm. От двете страни на тялото си има няколко реда диагонални люспи с малки издадености. Приспособила се е отлично към непостоянната земя в пустинята като се движи под ъгъл от 45 градуса спрямо главата си. Главата е повдигната и се хвърля напред по желаната посока, а когато се движи по земята, тялото ѝ се извива в такт. Още докато едва половината от тялото ѝ се е придвижило, пясъчната усойница повдига главата си, за да направи следващата стъпка, и по този начин се придвижва. Само две точки от тялото ѝ са едновременно в постоянен контакт със земята. Това е причината тя да оставя характерната S-образна диря по пясъка.
На цвят е светлобежава с кафяви, матово червени или сиви отсенки. Отстрани има бяла или светла шарка. Обикновено на главата ѝ има две тъмни райета, които започват зад очите и се простират до задната част.

## Отрова
Пясъчната усойница може да се „похвали“, че е убила повече хора от коя да е друга змия. Силната ѝ отрова не съответства на малката ѝ големина, а зъбите ѝ могат да я инжектират много надълбоко. Освен това, голям принос за рекорда ѝ имат нейното широко разпространение и това, че живее, заровена почти изцяло в пясъка. По местата, където тя ходи, хората често са боси и незащитени и нямат необходимото медицинско обслужване.